# Vinár
Vinár es un pueblo ubicado en el distrito de Pápa, en el condado de Veszprém, Hungría.

## Superficie
Posee una superficie de 4,60 kilómetros cuadrados.

## Demografía
Hasta 2022 la población era de 218 habitantes, con una densidad de población de 47,39 habitantes por kilómetro cuadrado.